# Базилика Ахиропиитос
Базилика Ахиропиитос (греч. (Παναγία) Αχειροποίητος, Acheiropoiitos) — раннехристианская базилика в городе Салоники. В 1988 году в составе раннехристианских и византийских памятников Салоник включена в перечень объектов Всемирного наследия.

## История создания
Базилика Ахиропиитос — одна из самых древнейших сохранившихся до нашего времени раннехристианских базилик. Построена она на месте развалин римского строения, мраморные полы которого были обнаружены под восточным скатом базилики. Вероятно, это был комплекс общественных бань, часть которого заняла церковь (восточная и северная части бань продолжали использоваться по назначению после основания храма).
Согласно надписям, сделанным на кирпичах, использованных при строительстве базилики, её постройка датируется 447-448 годами. Эту датировку также подтверждает мозаичная надпись, обнаруженная у южного свода — в ней упоминается Андреас, сделавший значительные пожертвования для храма. Этот Андреас отождествляется со священником, который представлял архиепископа Салоник на Халкидонском соборе и от имени которого 13 октября 451 года поставил свою подпись на актах Собора.

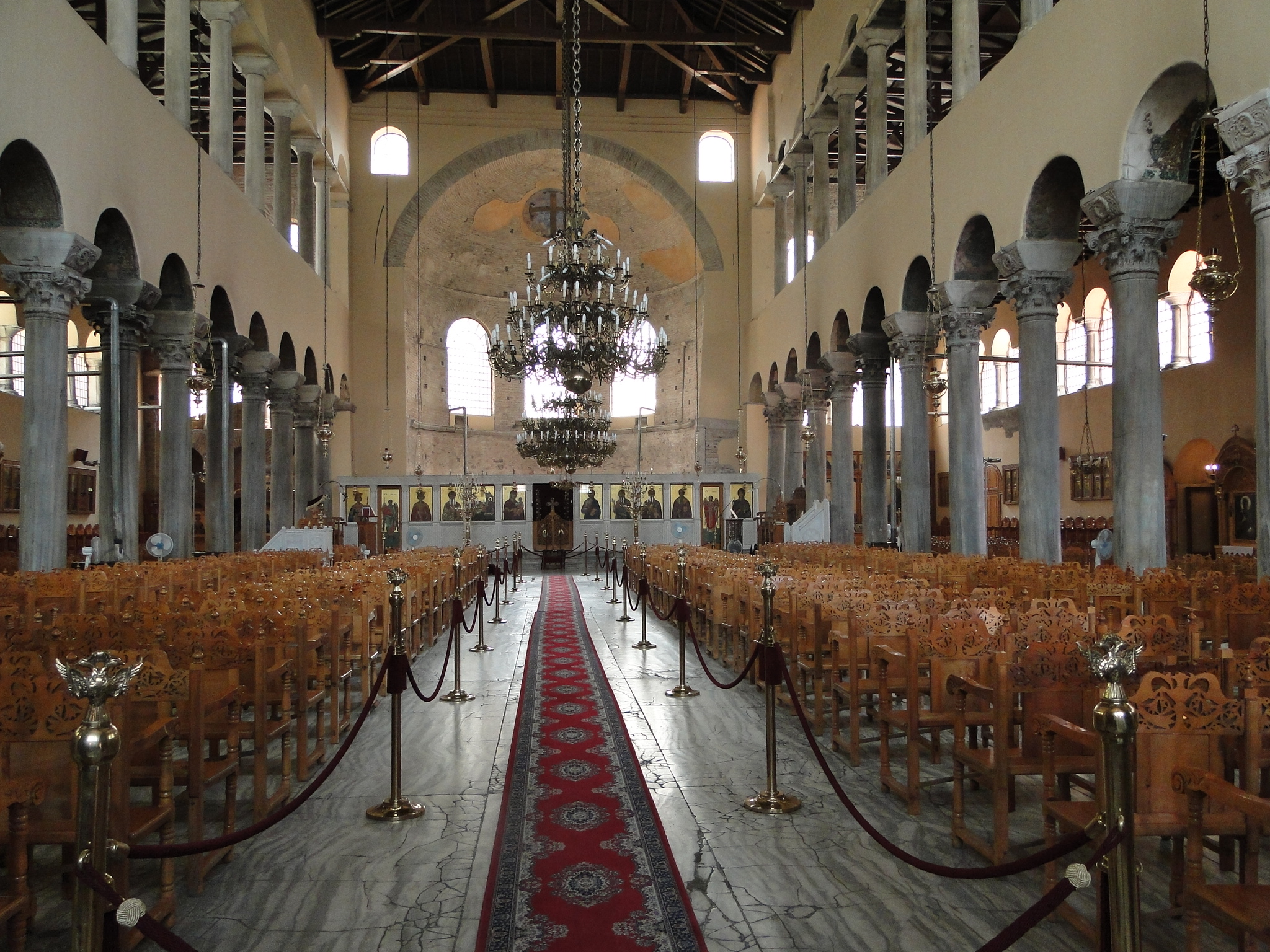
Интерьер базилики

Базилика стала первой церковью Салоник, обращённой в мечеть при турецком завоевании. Султан Мурад II после захвата города в 1430 году повелел сделать надпись на одной из мраморных колонн северного ската церкви: «Султан Мурад захватил город Салоники в 833 году».
Название «Ахиропиитос» (греч. «нерукотворный») стало распространённым с XII века. Вероятно, оно произошло от находившейся в церкви иконы Богородицы, почитавшейся чудотворной и считавшейся нерукотворного происхождения.

## Архитектура
Ахиропиитос — это трехнефная базилика. Укороченная по сравнению с римскими образцами, что типично для греческих храмов V–VI веков. Здание имеет деревянные перекрытия с открытыми стропилами. Крыша главного нефа четырехскатная. Изначально стены главного нефа были выше и, вероятно, образовывали клеристорий. Восстановленная в наше время южная пристройка являлась, как считается, баптистерием. Здание изобилует многочастными арочными окнами, отчего внутри достаточно светло. Вход из  с нартекса в главный неф осуществляется через трехчастный портал с двумя колоннами из фессальского мрамора, а в боковые нефы через отдельные арочные проходы. Главный неф шириной 14 метров, отделен от боковых двумя рядами из 12 колонн с коринфскими капителями. Над боковыми нефами находятся галереи, что опять же отличает греческие базилики от римских. Восточная часть главного нефа оканчивается полукруглой апсидой с тремя арочными окнами, а восточная часть северного — часовней Святой Ирины. Полы главного нефа сделаны из больших плит проконесского мрамора. Остатки стен, которые можно видеть на западе, являлись, по всей видимости, восточной частью не сохранившегося до наших дней атриума.

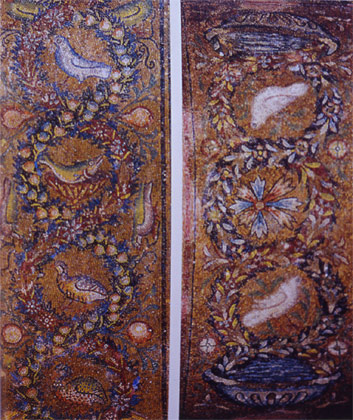
Мозаики

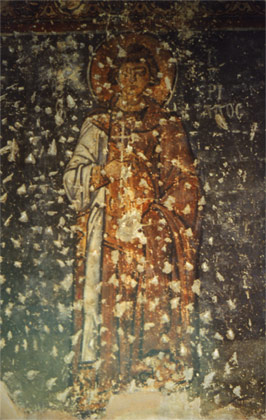
Один из сорока Севастийских мучеников

## Внутреннее убранство
Средняя часть базилики огорожена монолитными колоннами, не имеющими вертикальных желобков. Капители колонн относятся к коринфскому ордеру и имеют два ряда листьев, похожих на кружева. Их создание относят к периоду правления императора Феодосия (вероятно они были взяты из более древней постройки).
На внутренней части сводов и на колоннадах сохранились мозаичные полотна, на которых на золотом фоне изображены растительные сюжеты и птицы. На южном скате над колоннадой сохранились фрески начала XIII века, на которых изображены до пояса или в полный рост сорок Севастийских мучеников. На фресках заметны следы разрушений, причиненных им в период турецкого владычества.